# Gerard Nijkamp
Gerard Nijkamp (Slagharen, 1970) is een Nederlandse voetbalbestuurder die sinds 17 december 2021 technisch directeur is van Sparta Rotterdam.

## Carrière
Na het succesvol afronden van een CIOS-opleiding in Heerenveen zet hij in 1990 zijn eerste stappen in de betaald voetbalwereld door het halen van zijn UEFA A-licentie. Zelf speelt Nijkamp op respectabel amateurniveau  bij onder andere de Zwolse verenigingen SV Zwolle, CSV '28 en Be Quick '28. In 1994 werkt hij zich op tot KNVB-trainer van het Nederlands regioteam oost voor spelers onder 12 jaar. Ook promoveert hij met het eerste elftal van amateurclub Wijhe '92.
Zijn prestaties zijn dermate goed, dat FC Zwolle hem de kans geeft zich als hoofd jeugdopleiding en trainer van onder 19 te bewijzen. Vanaf 1999 voegt FC Zwolle Nijkamp als assistent-trainer toe aan de eerste selectie van Dwight Lodeweges. Onder trainer Paul Krabbe wordt in 2002 het kampioenschap van de eerste divisie behaald. FC Zwolle promoveert naar de Eredivisie, waarin het zich in het eerste seizoen via de nacompetitie weet veilig te spelen. Als hoofdtrainer Peter Boeve in 2003 wordt ontslagen, staat Nijkamp een periode als eindverantwoordelijke voor de groep.
Ondertussen is hij ook nog steeds voor de KNVB actief. Zo is Nijkamp onderdeel van de technische staf van Jong Oranje, dat deelneemt aan het internationaal bekende Toulon-toernooi.
In 2007 vertrekt Nijkamp naar Qatar. Hij wordt technisch directeur bij Al Ahli en later bij Al Rayyan. Bij deze clubs weet Nijkamp twee keer de nationale beker te winnen. Tevens is hij in Qatar de trainer/coach van Al Rayyan onder 23 jaar, waarmee Nijkamp op het hoogste niveau actief is. Na zijn periode in Qatar raakt Gerard nauw betrokken bij het KNVB-programma WorldCoaches. Dit is een internationaal project dat voetbal inzet voor de ontwikkeling van de lokale gemeenschappen in ontwikkelingslanden door coaches, zowel technisch als maatschappelijk (Lifeskills-trainingen), op te leiden. Via de KNVB komt Nijkamp in 2010 ook bij de FIFA onder contract te staan. Bij de Wereldvoetbalbond is hij actief als technisch expert.
Bij PEC Zwolle komt Nijkamp in het jaar 2012 terug, waar hij tot 2019 de rol van technisch directeur vervult. In zijn eerste seizoen in deze functie eindigde PEC Zwolle op een  elfde positie in de Eredivisie. Als technisch directeur was hij onder andere verantwoordelijk voor het aantrekken van trainer Ron Jans en de voetballers Kamohelo Mokotjo, Stefan Nijland, Mateusz Klich en Youness Mokhtar. De grote klapper volgt echter in zijn tweede seizoen. PEC Zwolle verslaat landskampioen Ajax in de bekerfinale (5–1) en wint zodoende voor het eerst in de clubgeschiedenis de KNVB beker. Enkele maanden later voegt de club daar een tweede prijs aan toe. In de strijd om de Johan Cruijff Schaal is Ajax wederom de tegenstander. Ditmaal zegevieren de Zwollenaren met 1–0.